# Di-iodometano
Diiodometano ou iodeto de metileno, comumente abreviado "MI", é um iodeto orgânico líquido . É insolúvel em água, mas solúvel em éter etílico e álcool. Tem um relativamente alto índice de refração de 1.741, e tensão superficial de 0.0508 N·m−1. O diiodometano é um líquido incolor, porém a luz o decompõe lentamente liberando iodo, o que colore as amostras de marrom.
Por sua alta densidade relativa, o diiodometano é usado na determinação da densidade amostras minerais, entre outros sólidos. É aplicado em refratômetros como líquido de contato. É um dos reagentes da reação de Simmons-Smith, servindo de fonte de metileno (CH2).

## Preparação
Embora disponível comercialmente, pode-se prepará-lo reagindo iodofórmio com arsenito de sódio:
CHI3  +  Na3AsO3  +  NaOH   →   CH2I2  +  NaI  +  Na3AsO4
Há outra forma de produção, a partir do diclorometano pela ação do iodeto de sódio em acetona na reação de Finkelstein:
CH2Cl2 + 2 NaI   →   CH2I2 + 2 NaCl

## Segurança
Iodetos de alquila são agentes alquilantes e o contato deve ser evitado.